# Audi R15 TDI

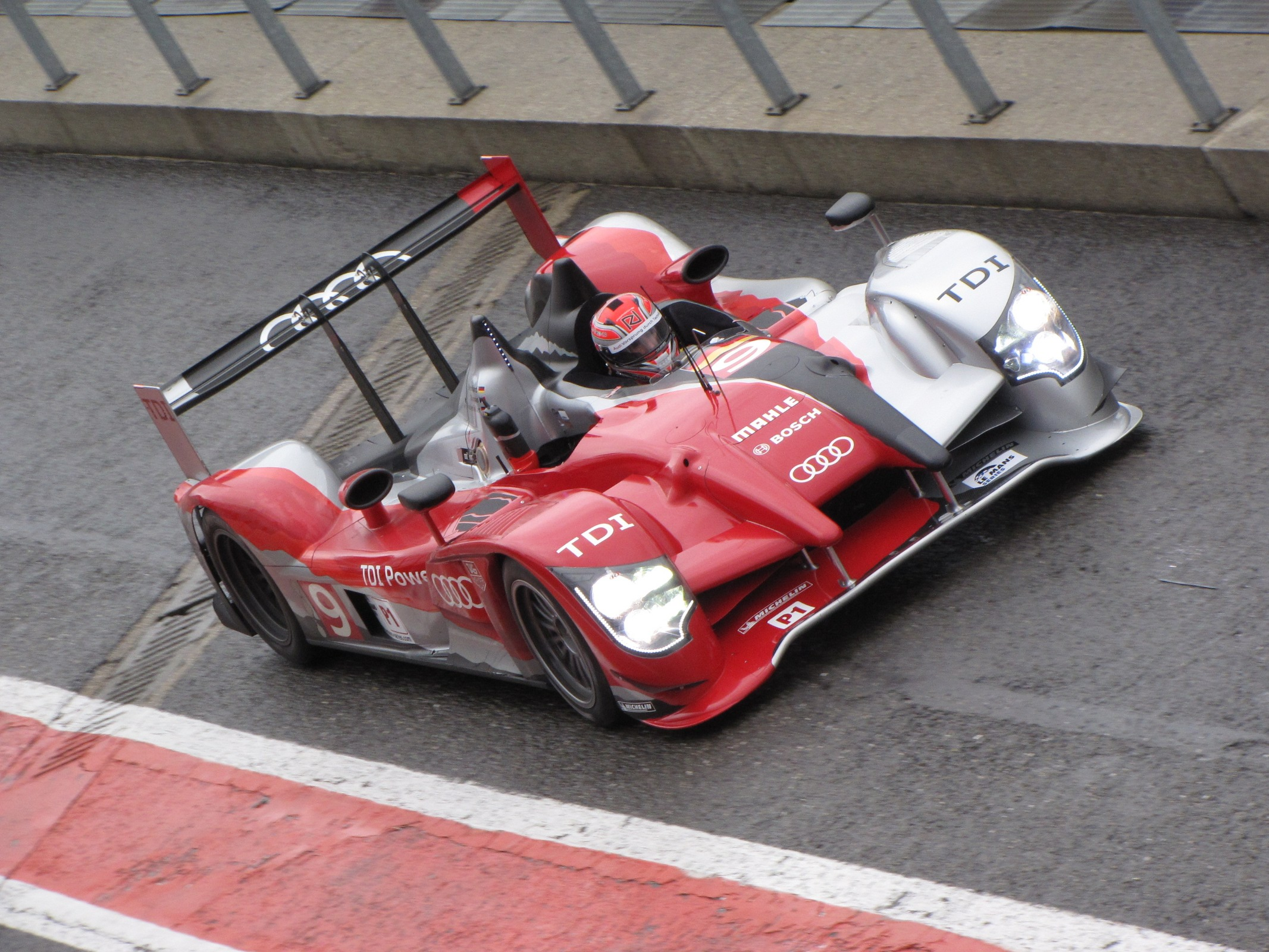
Audi R15 TDI Plus 2010

Audi R15 TDI är en sportvagnsprototyp, tillverkad av den tyska biltillverkaren Audi mellan 2009 och 2010.

## Audi R15 TDI
Audi presenterade sin andra generation dieseldrivna sportvagnar 2009. R15-modellen hade en nyutvecklad dieselmotor, mindre och lättare än företrädaren och med lägre bränsleförbrukning. Även karossen var ny med förbättrad aerodynamik.

## Audi R15 TDI Plus
Efter missräkningarna under säsongen 2009 kom Audi tillbaka med den uppdaterade R15 TDI Plus till 2010. Karossen hade modifierats för bättre aerodynamik och motorn hade justerats för ändringar i reglementet.

## Tekniska data
| Tekniska data               | Audi R15 TDI                                                          |
| --------------------------- | --------------------------------------------------------------------- |
| Motor:                      | 90° V10 turbodiesel                                                   |
| Cylindervolym:              | 5,5 l                                                                 |
| Max effekt:                 | 600 hk                                                                |
| Max vridmoment:             | 1050 Nm                                                               |
| Ventilstyrning:             | Dubbla överliggande kamaxlar per cylinderrad, 4 ventiler per cylinder |
| Bränslesystem:              | Common rail direktinsprutning                                         |
| Växellåda:                  | 5-växlad manuell                                                      |
| Hjulupphängning fram & bak: | Dubbla tvärlänkar, torsionsfjädring                                   |
| Bromsar:                    | Keramiska skivbromsar                                                 |
| Chassi & kaross:            | Chassi i aluminium/komposit-honeycomb med kompositkaross              |
| Torrvikt:                   | 900 kg                                                                |

## Tävlingsresultat
Audi valde att bara köra tre lopp säsongen 2009. Modellen vann sitt premiärlopp Sebring 12-timmars genom Tom Kristensen, Allan McNish och Rinaldo Capello. På Le Mans slutade samma besättning på en tredjeplats. Audi-teamet lyckades sedan bara nå en tredjeplats i säsongens sista tävling, Petit Le Mans.
Plus-modellen vann sin första tävling säsongen 2010, Le Castellet 8-timmars, genom Allan McNish och Rinaldo Capello. Teamet tog sedan en trippelseger på Le Mans, med Mike Rockenfeller, Timo Bernhard och Romain Dumas på förstaplatsen.